# Patricia Klein Frithiof
Patricia Smiley Klein Frithiof, född 23 april 1937 i Brooklyn, New York, är en amerikansk-svensk psykolog och psykoanalytiker.
Klein Frithiof, som är dotter till autodidakt Frank Klein och sjuksköterska Thelma Werkheiser, utexaminerades från Brooklyn College 1956, studerade vid Viskadalens folkhögskola 1956–1957 samt blev filosofie kandidat 1959 och filosofie licentiat vid Lunds universitet 1972. Hon genomgick psykoanalytikerutbildning 1970–1979 och blev doktorskompetent i psykologi 1974.
Klein Frithiof var verksam som psykolog från 1960, privatpraktiserande från 1972 samt klinisk psykolog vid Karolinska sjukhuset 1973–1976 och 1977–1979. Hon var lektor vid socialhögskolan 1974-1978 och lektor vid enheten för psykoterapiutbildning vid Karolinska institutet från 1980. Hon bedrev vid Karolinska institutet forskning om kvinnors identitetsutveckling och psykiska hälsa från 1987 samt verkade för införandet av ämnena kvinnopsykologi och psykoterapi med kvinnor vid landets psykoterapiutbildningar. Hon ansvarade för utbildningen av lärare i dessa ämnen vid Karolinska institutet 1986–1987 och höll föreläsningar i hela landet.